# Leslie Voltaire
Leslie Voltaire, né le 11 juillet 1949 à Port-au-Prince, est un homme d'État haïtien, président du Conseil présidentiel de transition du 7 octobre 2024 au 7 mars 2025.
Il est ministre de l'Éducation en 1991 sous Jean-Bertrand Aristide. En avril 2024, il est désigné membre du Conseil présidentiel de transition, et candidat pour la présidence tournante du Conseil en mai de la même année, qu'il assumera à partir du 7 août 2025

## Biographie

### Jeunesse et formation
Né le 11 juillet 1949 à Port-au-Prince, il fréquente le collège Saint-Martial pour ses études primaires et secondaires. Il est ensuite diplômé d'architecture de l'université nationale autonome du Mexique et d'une maîtrise en planification urbaine et régionale de l'université Cornell aux États-Unis.
Sa famille est alors proche de Jean-Claude Duvalier, ce qui aurait pu lui permettre de rester au pays.

### Carrière professionnelle
Il exerce ensuite comme architecte urbaniste praticien dans les secteurs public et privé et réalise des plans d'étude d'urbanisme et de logements sociaux de la zone métropolitaine de Port-au-Prince. Il a par ailleurs enseigné pendant quinze ans l'architecture à l'université d'État d'Haïti, et exercé comme consultant à l'académie de football de Port-au-Prince.
Enfin, il est envoyé spécial auprès de l'Organisation des nations unies, chargé de la mission du président Bill Clinton.

### Parcours politique

#### Ministre sous Jean-Bertrand Aristide
Sous Jean-Bertrand Aristide, il est ministre de l'Éducation à partir de 1991, puis ministre des Haïtiens à l'étranger à partir de 2001, ayant été à l'initiative de la loi Voltaire qui a permis aux membres de la Diaspora de bénéficier de droits économiques.

#### Élection présidentielle de 2010
Il est candidat aux élections générales haïtiennes de 2010-2011.

#### Président du Conseil présidentiel de transition

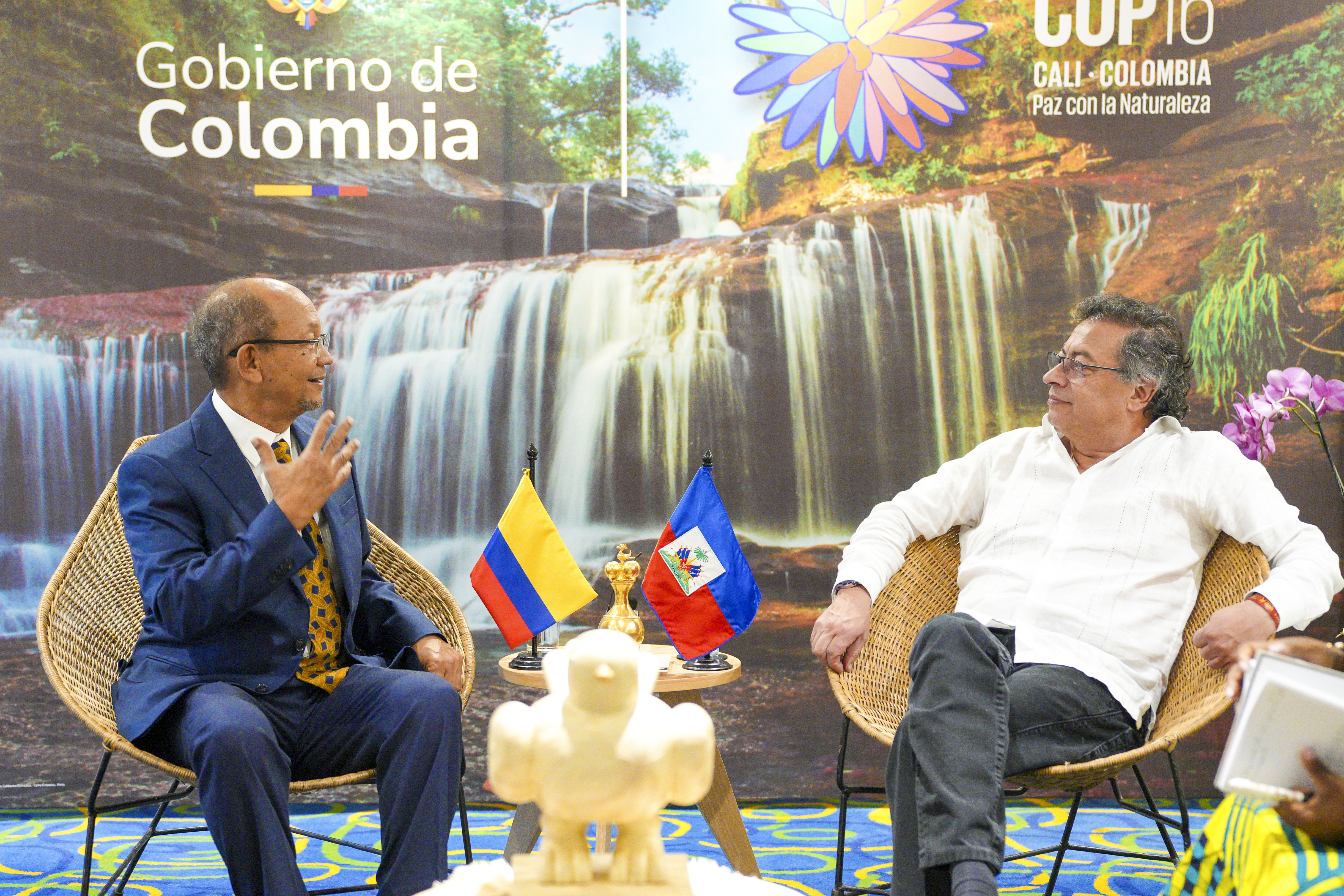
Leslie Voltaire en entrevue avec le président colombien Gustavo Petro.

Le 14 mars 2024, il est désigné membre du Conseil présidentiel de transition.
Le 8 mai, les membres du Conseil présidentiel se mettent d'accord sur le principe d'une présidence tournante tous les trois à cinq mois,. Edgard Leblanc Fils sera ainsi remplacé le 7 octobre 2024, successivement par Fritz Jean, Leslie Voltaire puis Louis Gérald Gilles. Par ailleurs, les décisions sont désormais prises à la majorité qualifiée de cinq sur sept. Le 9 mai, Fritz Jean cède son tour à Smith Augustin, qui a proposé de passer à cinq présidences successives pour qu'il puisse lui-même assume le rôle.
Le 2 octobre, l'Office de lutte contre la corruption recommande l'inculpation de Gilles, Vertillaire et Augustin de corruption. Alors que Claude Joseph appelle à la démission d'Augustin, le groupement de Gilles se met d'accord pour le remplacer. Le 7 octobre, une nouvelle résolution du Conseil présidentiel de transition met en place une nouvelle rotation. Leblanc Fils sera remplacé par Leslie Voltaire, puis Fritz Jean et enfin Laurent Saint-Cyr.
Son investiture a lieu en l'absence de son prédécesseur. Son mandat prend fin le 7 mars 2025.

### Vie personnelle
Marié, il est père de trois enfants.